# 物部目
物部 目（もののべ の め、生没年不詳）は、日本書紀に見える豪族。大連。物部伊莒弗の子。『先代旧事本紀』によれば、子に物部荒山と真作連公がいる。

## 経歴
『日本書紀』によれば、雄略天皇の即位により大連となる。雄略天皇元年（457年）、采女の童女君が雄略天皇の娘・春日大娘皇女を生んだ際、天皇は一晩召しただけで童女君が妊娠したため、春日大娘皇女を自分の子と認めないでいたが、目は「妊娠しやすい人は一晩でも妊娠する場合がある。」とそれを諫（）め、春日大娘皇女を娘として認知させた。
雄略天皇13年（469年）、狭穂彦王の玄孫の歯田根命が采女の山辺小嶋子と密通し、それが発覚すると天皇は歯田根命を目に預け、謝罪させた。
雄略天皇18年（474年）、天皇の命により、物部菟代と共に伊勢の豪族・朝日郎の討伐を命じられた。菟代は敢えて進撃せず2日対峙したが、目は物部大斧手に盾を持たせて自ら進撃し、朝日郎を捕縛して斬った。菟代は命令を完遂できなかったことを恥じ、7日間にわたり天皇のもとに報告に訪れなかった。天皇が何故菟代が報告に来ないのか側近に尋ねたところ、讃岐田虫別が「菟代はおびえて2日間朝日郎を捕らえることができず、目が物部大斧手を率いて進撃し、朝日郎を捕縛して斬った」と述べた。天皇はそれを聞いて激怒し、菟代が所有していた猪名部を没収し、目に与えた。